# Sulz, Luzern
Sulz är en ort i kommunen Hitzkirch i kantonen Luzern i Schweiz. Den ligger cirka 19 kilometer norr om Luzern. Orten har 206 invånare (2024).
Orten var före den 1 januari 2009 en egen kommun, men inkorporerades då tillsammans med Gelfingen, Hämikon, Mosen, Müswangen och Retschwil i kommunen Hitzkirch.